# قدرت حاج نوری
قدرت حاج نوری (زاده ۱۳۴۴ در اردبیل) کارآفرین، مهندس کشاورزی و خیر ایرانی است که به عنوان بنیان‌گذار و مدیرعامل شرکت آرتا جوجه سبلان، یکی از بزرگ‌ترین زنجیره‌های تولید گوشت مرغ در ایران شناخته می‌شود. وی همچنین در حوزه‌های خیریه و سلامت در استان اردبیل فعالیت‌های گسترده‌ای داشته است.

## زندگی‌نامه
قدرت حاج نوری در اردیبهشت ۱۳۴۴ در محله محمدیه اردبیل متولد شد. تحصیلات ابتدایی و متوسطه خود را در مدارس اردبیل گذراند و در سال ۱۳۶۳ وارد دانشگاه تبریز در رشته مهندسی کشاورزی با گرایش دامپروری شد. وی در دوران دفاع مقدس در جبهه حضور داشت.

## فعالیت حرفه‌ای
فعالیت حرفه‌ای وی از سال ۱۳۷۰ آغاز شد. او در دهه ۷۰ با راه‌اندازی فروشگاه فروش مرغ و سپس خرید واحد مرغداری گوشتی فعالیت خود را توسعه داد. در سال ۱۳۸۱ شرکت آرتا جوجه سبلان را به‌صورت رسمی ثبت کرد. این شرکت با بیش از چندین فارم فعال در سراسر شهر اردبیل، کارخانه خوراک طیور و کشتارگاه صنعتی، کارخانه جوجه کشی، سهمی حدود ۱۰ درصدی در تولید جوجه یک‌روزه کشور دارد.

## فعالیت‌های خیریه
حاج نوری از چهره‌های شناخته‌شده در حوزه سلامت استان اردبیل است. او در ساخت و تجهیز مراکز درمانی مختلف مشارکت داشته‌است، از جمله:
- ساخت بیمارستان تخصصی قلب اردبیل با ظرفیت ۲۰۰ تخت[۳]
- بازسازی و تجهیز اتاق‌های عمل بیمارستان فاطمی اردبیل[۴]
- تجهیز اتاق‌های عمل بیمارستان امام خمینی (اردبیل)[۵]
- حمایت از بیماران نیازمند و اهدای تجهیزات پزشکی[۶]

## افتخارات
- کارآفرین برتر ملی (۱۳۸۵ و ۱۳۹۵)[۷]
- مهندس برتر استان اردبیل (۱۳۸۶)[۸]
- مهندس برتر کشور (۱۳۹۳ و ۱۳۹۶)
- دارنده گرید A ملی در تولید مرغ گوشتی (۱۳۹۱–۱۳۹۸)
- مرغدار نمونه کشور (۱۳۸۲، ۱۳۸۳، ۱۳۸۷، ۱۳۸۸)
- مدیر نمونه ملی صنایع تبدیلی (۱۳۹۷)
- خیر برتر حوزه سلامت استان اردبیل (۱۴۰۳)